# アサティール 未来の昔ばなし
『アサティール 未来の昔ばなし』（アサティール みらいのむかしばなし）は、サウジアラビアの制作会社・マンガプロダクションズと東映アニメーションが共同で制作したアニメ。
2020年1月にアラブ諸国で放送し、続いてアメリカでも放送、日本では同年4月から6月までケーブルテレビのJ:COMにて放送された。
2024年11月から2025年2月まで第2期『アサティール2 未来の昔ばなし』がテレビ東京系列にて放送された。

## 作品名
アラビア語：
أساطير في قادم الزمان
ラテン文字転写：ʾasāṭīr fī qādim al-zamān（アサーティール・フィー・カーディム・アッ＝ザマーン）
実際の発音：ʾasāṭīr fī qādimi-z-zamān（アサーティール・フィー・カーディミ・ッ＝ザマーン）
直訳すると「未来の伝説」「未来の言い伝え」だが、本作では「未来の昔ばなし」という意味が意図されている。アサーティール（アラビア語：أساطير, ʾasāṭīr）は名詞ウストゥーラ（アラビア語：أسطورة, ʾusṭūraないしはʾusṭūrah, 「伝説、言い伝え」の意）の複数形。日本語タイトルのアサティールは同単語の口語発音ʾasaṭīr）に対応したものとなっている。
日本語：
『アサティール 未来の昔ばなし』（アサティール みらいのむかしばなし）
公式サイトで「「アサティール」とはアラビア語で「昔ばなし」という意味の言葉です」との説明あり。

## 舞台
サウジアラビアが西部タブーク地域に現在建設中の未来都市NEOM（ネオム）が完成した後の世界が舞台で、登場人物一家は水上（海上）産業都市OXAGON（オクサゴン）に暮らしているとの設定になっている。

## 登場人物
アスマお婆ちゃん（アラビア語版：أسماء, ʾasmāʾ, アスマー）
声 - 野沢雅子
陽気で物知りなお婆ちゃん。読書好きで本棚に多くの本を保管している。元国語教師でたくさんの昔話を知っており、孫たちにアラビア半島に伝わる昔話を聞かせることにより、 彼らの悩みに寄り添う。太極拳の名手。
マハ（アラビア語版：مها, Mahā, マハー）
声 - 大空直美
アスマお婆ちゃんの孫で長女。シーズン1・2時点で小学6年生との公式発表。明朗快活で、母親のようなプログラマーになるのが夢。弟たちが大好きで、良いお姉さんとして振る舞うように努力しているが、彼らに振り回されることもあったり上手くいかないことも。
ライアン（アラビア語版：ريان, Rayyān, ライヤーン）
声 - 小島幸子
アスマお婆ちゃんの孫で長男。シーズン1・2時点で小学4年生との公式発表。サッカーとVRゲームが大好き。時々マハをからかったりとちょっと生意気でやんちゃ・わんぱくなところもあるが、友達思いの心優しい男の子。
スルタン（アラビア語版：سلطان, Sulṭān, スルターン）
声 - 浦和めぐみ
アスマお婆ちゃんの孫で次男（一家の末っ子）。シーズン1時点で小学2年生との公式発表。兄に比べるとやや大人しい。写真を撮ることが趣味でコンテストにも出展。家族のなかでも特にお婆ちゃんのお話を楽しみにしている。
アニス（アラビア語版：أنيس, ʾAnīs, アニース）
声 - 前田愛
ママが作った猫型ロボット。お菓子作りからデータ分析までできる万能さでいつも家族をサポートしている。ときどきマハの無謀な改造プログラムの被害者になることも。車の運転もこなすが、試作段階でときどき動作不安定になり、実用化まではあと一歩。
パパ（アラビア語版：بدر, Badr, バドル）
声 - 高塚正也
マハ達の父親。オクサゴンの研究所で太陽光パネルの技術開発をしている。仕事が忙しく、なかなか家にいる時間はないが、子供たちにとって楽しいお父さんになろうと努力している。作中で運動があまり得意ではないらしい様子が描かれている。
ママ（アラビア語版：جود, Jūd, ジュード）
声 - 園崎未恵
マハ達の母親。優しくしっかり者。マハたちの母親。優秀なAIプログラマーでアニスの生みの親。仕事でいつも忙しいが、アニスの力を借りながら、家庭と仕事を上手に両立させようと頑張っている。

## スタッフ
- 原案 - ブカーリ イサム、クーパー ピーター、Amr Almaddah
- 企画 - ブカーリ イサム、清水慎治
- 監督 - 下田正美
- シリーズコンセプトディレクター - Sara Mohammed
- アシスタントシリーズコンセプトディレクター - Mohammed Aldhafeeri、Farah Arif
- アーキテクシャーアーティスト - Abdullah Alhusaynan
- コーディネーター - 安部依里、高橋理奈、Sultan Khairy
- アラビアンアートコンセプト - Ahmed Bahamedan
- キャラクターデザイン - 若林厚史
- 音響監督 - 本田保則、町田薫
- 音響制作 - 東映アニメーション音楽出版
- 音楽 - 菊田裕樹
- プロデューサー - 木戸睦
- アシスタントプロデューサー - アルジジャクリー ヌール、木下瑠美子、Kim Jeongmin
- アニメーション制作 - 東映アニメーション、マンガ プロダクションズ
- 制作 - 東映アニメーション
- 製作 - マンガ プロダクションズ

未来パート
- 脚本 - 福嶋幸典
- キャラクター原案 - 清水洋、Adam Burn
- キャラクターデザイン - 今橋明日菜
- プロップデザイン - 中原れい
- 美術デザイン - 荒井和浩

## 主題歌
オープニングテーマ・エンディングテーマともに、唄は渡部沙智子。
「未来の昔ばなし」
第1作・第2作オープニングテーマ。作詞は渡部沙智子、作曲・編曲はラシャー・リズク(Rasha Rizk)。日本語版主題歌制作は東映アニメーション音楽出版とレガートミュージック。
「記憶の向こう」
第1作エンディングテーマ。作詞は渡部沙智子、作曲・編曲はラシャー・リズク(Rasha Rizk)。日本語版主題歌制作は東映アニメーション音楽出版とレガートミュージック。
「アサティール 〜未来の星空〜」
第2作エンディングテーマ。作詞・作曲・編曲はFunta7。日本語版主題歌制作は東映アニメーション音楽出版とグロリア。

## 各話リスト
| 話数   | サブタイトル                 | 未来パート          | 未来パート | 未来パート                   | 昔ばなしパート | 昔ばなしパート  | 昔ばなしパート             | 昔ばなしパート                      | 放送日         |       |       |       |       |       |       |       |       |       |       |       |       |       |       |       |
| 話数   | サブタイトル                 | 絵コンテ            | 演出       | 作画監督                     | 脚本           | 絵コンテ        | 演出                       | 作画監督                            | 放送日         |       |       |       |       |       |       |       |       |       |       |       |       |       |       |       |
| 第1作  | 第1作                        | 第1作               | 第1作      | 第1作                        | 第1作          | 第1作           | 第1作                      | 第1作                               | 第1作          | 第1作 | 第1作 | 第1作 | 第1作 | 第1作 | 第1作 | 第1作 | 第1作 | 第1作 | 第1作 | 第1作 | 第1作 | 第1作 | 第1作 | 第1作 |
| ------ | ---------------------------- | ------------------- | ---------- | ---------------------------- | -------------- | --------------- | -------------------------- | ----------------------------------- | -------------- | ----- | ----- | ----- | ----- | ----- | ----- | ----- | ----- | ----- | ----- | ----- | ----- | ----- | ----- | ----- |
| 第1話  | ザルカの警告                 | 下田正美            | 小野歩     | 服部憲知                     | 高橋洋一       | 阿泉紫苑        | 野田泰宏                   | 徳田夢之介                          | 2020年 4月4日  |       |       |       |       |       |       |       |       |       |       |       |       |       |       |       |
| 第2話  | もしかしたらよかった         | こでらかつゆき      | 白石道太   | 岡部実 小林ゆかり            | キング・リュウ | 木村哲          | 久保太郎                   | 高橋信也                            | 4月11日        |       |       |       |       |       |       |       |       |       |       |       |       |       |       |       |
| 第3話  | ラクダの娘                   | 西森章              | 白石道太   | 中野彰子                     | 工藤有為子     | 松崎一          | 松崎一                     | 松崎一                              | 4月18日        |       |       |       |       |       |       |       |       |       |       |       |       |       |       |       |
| 第4話  | 魔物の貧者と福者の兄弟       | 中原れい            | 蔡欣亞     | 今橋明日菜                   | 工藤有為子     | 竹之内和久      | 岡田堅二朗                 | 林一哉                              | 4月25日        |       |       |       |       |       |       |       |       |       |       |       |       |       |       |       |
| 第5話  | 才能と勤勉                   | 下田正美            | 小野歩     | 小林ゆかり                   | 吉高寿男       | 藤原良二        | 藤原良二                   | 徳田夢之介                          | 5月2日         |       |       |       |       |       |       |       |       |       |       |       |       |       |       |       |
| 第6話  | まじないの楽器               | 西森章              | 小野歩     | 井上聡                       | 吉高寿男       | 西澤晋          | まついひとゆき             | 沼田くみ子                          | 5月9日         |       |       |       |       |       |       |       |       |       |       |       |       |       |       |       |
| 第7話  | アンタラ                     | 真野玲              | 真野玲     | Kwon Yong-sang               | 高橋洋一       | 大畑晃一        | 前園文夫                   | 中野彰子                            | 5月16日        |       |       |       |       |       |       |       |       |       |       |       |       |       |       |       |
| 第8話  | 王子と幸福の塩               | こでらかつゆき      | 白石道太   | 中野彰子                     | 吉高寿男       | 村上勉          | 寒竹清隆                   | Zang youshick                       | 5月23日        |       |       |       |       |       |       |       |       |       |       |       |       |       |       |       |
| 第9話  | 無口な娘                     | 前園文夫            | 門田英彦   | Kwon Yong-sang               | 高橋洋一       | 真野玲          | 真野玲                     | 谷澤秦史                            | 5月30日        |       |       |       |       |       |       |       |       |       |       |       |       |       |       |       |
| 第10話 | ハーティム                   | 前園文夫            | 門田英彦   | Kwon Yong-sang               | 吉高寿男       | 大宙柾基        | 前園文夫                   | 日置正志 華房秦堂                   | 6月6日         |       |       |       |       |       |       |       |       |       |       |       |       |       |       |       |
| 第11話 | 一度も酷い目に遭わなかった男 | 西森章              | 小野歩     | 中野彰子                     | 高橋洋一       | 竹之内和久      | 福田唍                     | 福田唍                              | 6月13日        |       |       |       |       |       |       |       |       |       |       |       |       |       |       |       |
| 第12話 | お父さんの遺産               | こでらかつゆき      | 白石道太   | 中野彰子                     | 工藤有為子     | 木村哲          | 立仙裕俊                   | 高橋信也                            | 6月20日        |       |       |       |       |       |       |       |       |       |       |       |       |       |       |       |
| 第13話 | アスマの昔ばなし             | 下田正美            | 真野玲     | 谷澤秦史                     | -              | -               | -                          | -                                   | 6月27日        |       |       |       |       |       |       |       |       |       |       |       |       |       |       |       |
| 第2作  |                              |                     |            |                              |                |                 |                            |                                     |                |       |       |       |       |       |       |       |       |       |       |       |       |       |       |       |
| 第1話  | 狼が鳴いた夜                 | 下田正美            | 倉富康平   | 板倉和弘                     | 工藤有為子     | 高橋信也        | 吉川俊夫                   | 高橋信也                            | 2024年 11月3日 |       |       |       |       |       |       |       |       |       |       |       |       |       |       |       |
| 第2話  | ナーシュの娘たち             | 芳尾英明 下田正美   | 芳尾英明   | 松村祐香                     | 福嶋幸典       | 添野恵 芳尾英明 | 芳尾英明 吉川俊夫 鎌田裕輔 | 山形厚史                            | 11月10日       |       |       |       |       |       |       |       |       |       |       |       |       |       |       |       |
| 第3話  | 名も無き勇者                 | 大原実              | ウヱノ史博 | 篠原隆                       | キングリュウ   | 杉山正樹        | 大豆一博                   | 大豆一博                            | 11月17日       |       |       |       |       |       |       |       |       |       |       |       |       |       |       |       |
| 第4話  | ジャーリドの伝説             | 芳尾英明            | 芳尾英明   | 松村祐香                     | 福嶋幸典       | 山本恵          | 山本恵                     | 中澤あこ 板倉和弘                   | 11月24日       |       |       |       |       |       |       |       |       |       |       |       |       |       |       |       |
| 第5話  | タンブーリの靴               | 芳尾英明 大原実     | 芳尾英明   | 水野良亮                     | 工藤有為子     | 木村哲          | 久保太郎                   | 高橋信也                            | 12月1日        |       |       |       |       |       |       |       |       |       |       |       |       |       |       |       |
| 第6話  | 毒と甘さ                     | 芳尾英明 大原実     | 於地紘仁   | 水野良亮                     | 福嶋幸典       | 添野恵          | 倉富康平                   | 中澤あこ 志賀佑香 板倉和弘          | 12月8日        |       |       |       |       |       |       |       |       |       |       |       |       |       |       |       |
| 第7話  | ウリを捨てて私を運んで！     | 芳尾英明 大原実     | 於地紘仁   | 水野良亮                     | 山口宏         | 山本恵          | 倉富康平                   | 板倉和弘                            | 12月15日       |       |       |       |       |       |       |       |       |       |       |       |       |       |       |       |
| 第8話  | イヤス裁判官                 | 大原実              | ウヱノ史博 | 篠原隆                       | キングリュウ   | 杉山正樹        | 倉富康平                   | 板倉和弘 中澤あこ                   | 12月22日       |       |       |       |       |       |       |       |       |       |       |       |       |       |       |       |
| 第9話  | モロヘイヤ戦争               | 大原実              | ウヱノ史博 | 篠原隆                       | 吉高寿男       | 大原実          | 倉富康平                   | 板倉和弘 上家礼衣 小村柚葉          | 2025年 1月5日  |       |       |       |       |       |       |       |       |       |       |       |       |       |       |       |
| 第10話 | ナフラとネフラ               | 大原実              | 伊藤壱     | Yeo Jeong Min Hwang You Seon | 吉高寿男       | 松﨑一          | 松﨑一                     | 松﨑一                              | 1月12日        |       |       |       |       |       |       |       |       |       |       |       |       |       |       |       |
| 第11話 | お婆ちゃんと魔物             | 芳尾英明 下田正美   | 於地紘仁   | 山形厚史                     | 山口宏         | 大庭秀昭        | 倉富康平                   | 板倉和弘 上家礼衣 小村柚葉 中澤あこ | 1月19日        |       |       |       |       |       |       |       |       |       |       |       |       |       |       |       |
| 第12話 | 人魚の贈り物                 | 芳尾英明 大原実     | 大山一葉   | 菅野千愛                     | 山口宏         | Riyadh Waleed   | 菅野千愛 Riyadh Waleed     | 菅野千愛                            | 1月26日        |       |       |       |       |       |       |       |       |       |       |       |       |       |       |       |
| 第13話 | お話は宝物                   | 芳尾英明 佐々木憲世 | 芳尾英明   | 山形厚史 水野良亮            | -              | -               | -                          | -                                   | 2月2日         |       |       |       |       |       |       |       |       |       |       |       |       |       |       |       |

## 放送局
| 放送期間               | 放送時間         | 放送局 | 対象地域 | 備考              |
| ---------------------- | ---------------- | ------ | -------- | ----------------- |
| 2020年4月4日 - 6月27日 | 土曜 8:00 - 8:30 | J:COM  | 日本各地 | J:COM視聴可能地域 |

| 配信開始日   | 配信時間       | 配信サイト    |
| ------------ | -------------- | ------------- |
| 2020年4月5日 | 日曜 0:00 更新 | dアニメストア |

| 放送期間                     | 放送時間         | 放送局              | 対象地域                                             | 備考 |
| ---------------------------- | ---------------- | ------------------- | ---------------------------------------------------- | ---- |
| 2024年11月3日 - 2025年2月2日 | 日曜 7:00 - 7:30 | テレビ東京系列全6局 | 北海道 関東広域圏 愛知県 大阪府 岡山県 香川県 福岡県 |      |

| 配信開始日    | 配信時間       | 配信サイト |
| ------------- | -------------- | ---------- |
| 2024年11月3日 | 日曜 7:00 更新 | Lemino     |